# Songoro (Meru)
Songoro ist ein Verwaltungsbezirk (Ward) des Distrikts Meru in der tansanischen Region Arusha.

## Geografie
Songoro liegt im Norden von Tansania, etwa zehn Kilometer nordöstlich der Regionshauptstadt Arusha. Das Gebiet reicht im Norden bis zum Waldgürtel des Mount Meru auf rund 1700 Höhenmeter. Der Bezirk hat eine Fläche von 14,2 Quadratkilometern. Bei der Volkszählung 2022 lebten hier 10.813 Menschen in 2849 Haushalten.

## Gliederung
Der Bezirk besteht aus sechs Gemeinden (Mtaa) mit 25 Orten (Kitongoji):
| Songoro - Kyuta - Shara - Nkoasakuya - Nkwerari | Sura - Manguva - Nshing'a - Nkoaroua - Mbolele - Kyareto | Ushili - Ushili - Kyareto - Kyareto | Urisho - Kombo - Urishoanda - Kyareto - Uluboru - Mbolele | Mulala - Kyuta - Nkoatila - Meto - Nkoanasari | Kilinga - Bondeni - Mwaseny - Kisiwani - Kimandolu |

## Wirtschaft und Infrastruktur
- Bildung: Die Songoro Secondary School ist eine staatliche Tagesschule, die Jugendliche bis zur 4. Stufe ausbildet.[6]
- Gesundheit: Im Bezirk gibt es vier staatliche Apotheken, je eine in den Gemeinden Songoro,[7] Sura,[8] Mulala[9] und Kilinga.[10]

## Sonstiges
Die Evangelische Kirche Songoro pflegt eine Partnerschaft mit der All Saints Lutheran Church-Wales in Wisconsin in den USA. Diese übernimmt seit 2005 jährlich die Studiengebühren für 60 bis 75 Schüler.